# Hanckemaborg
De Han(c)kemaborg was een borg bij Zuidhorn. De families Hanckema, Broersema, de Sighers, Ten Ham, Clant, Bindervoet, Gelderman en Clant Bindervoet hebben de borg bewoond. Van de borg resteren een in 1965 herbouwd schathuis, een stenen leeuw en een zandstenen ornament. De contouren werden in 1993 aangegeven ter bepaling van de locatie.

## Geschiedenis

### Hanckema en Broersema
De borg bevond zich aan noordzijde van De Gast, de zandrug waarop Zuidhorn vroeger was gelegen. Ten zuiden lag de Klinckemaborg en ten westen de Jellemaborg. Rondom de borg lagen singels en tuinen, die in de 19e eeuw naast een klein plantsoen vooral bestonden uit moestuinen, boomgaarden en bleekvelden.
Het steenhuis waaruit de borg ontstond wordt voor het eerst genoemd als "die stede" in 1540. Het geheel was toen 86 grazen groot (iets minder dan 43 hectare). Daarvoor moet er ook al een huis gestaan hebben, maar hier zijn geen gegevens over bekend. Eerder komen tussen 1444 en 1446 reeds Hille, Jelle en Reneka Hanckema al voor in het Westerkwartier zonder nadere plaatsaanduiding. Voor 1486 was verder ene Tyasse Hannekema kerkvoogd te Zuidhorn. Bij een boedelscheiding in 1565 blijkt de heerd echter in bezit te zijn van de familie Broersema. Waarschijnlijk ging het hierbij om Pabe Broersema die getrouwd was met Ide Retkema, die de dochter zou zijn geweest van de Zuidhorner hoofdeling (in 1556) Reyner Rotkema en zijn vrouw Hille Hantkema. Dit zou erop wijzen dat de familie Broersema de Hanckemaborg van de familie Hanckema verwierf door vererving. Uiteindelijk zou Tjaart Broersema eigenaar van de borg zijn geworden. Hij was in 1598 hoofdeling in Zuidhorn en was getrouwd met Aeltien Fritema. Na zijn dood in 1607 ging de Hanckemaborg over op zijn zoon Pabe, die was getrouwd met Eeuke of Juecke Jensema. In 1628 wordt Hanckema voor het eerst omschreven als een borg, zijnde opgemetseld uit het water en waarin zich bevonden; een keuken, kamer en een grote benedenzaal, "te zamen kelderhol", drie "goede bovenkamers", een groot hof, singel en poort. Pabe's kinderen waren reeds overleden voor hij stierf in 1646 en in zijn testament werden borg en andere bezittingen vermaakt aan zijn broer Menno; zou deze kinderloos sterven dan kwam de borg vervolgens aan neef Tjaard (of Tiaert, Tjaert) toe (of tho) Nansum.

### Nansum en Anna Catharina Kijff

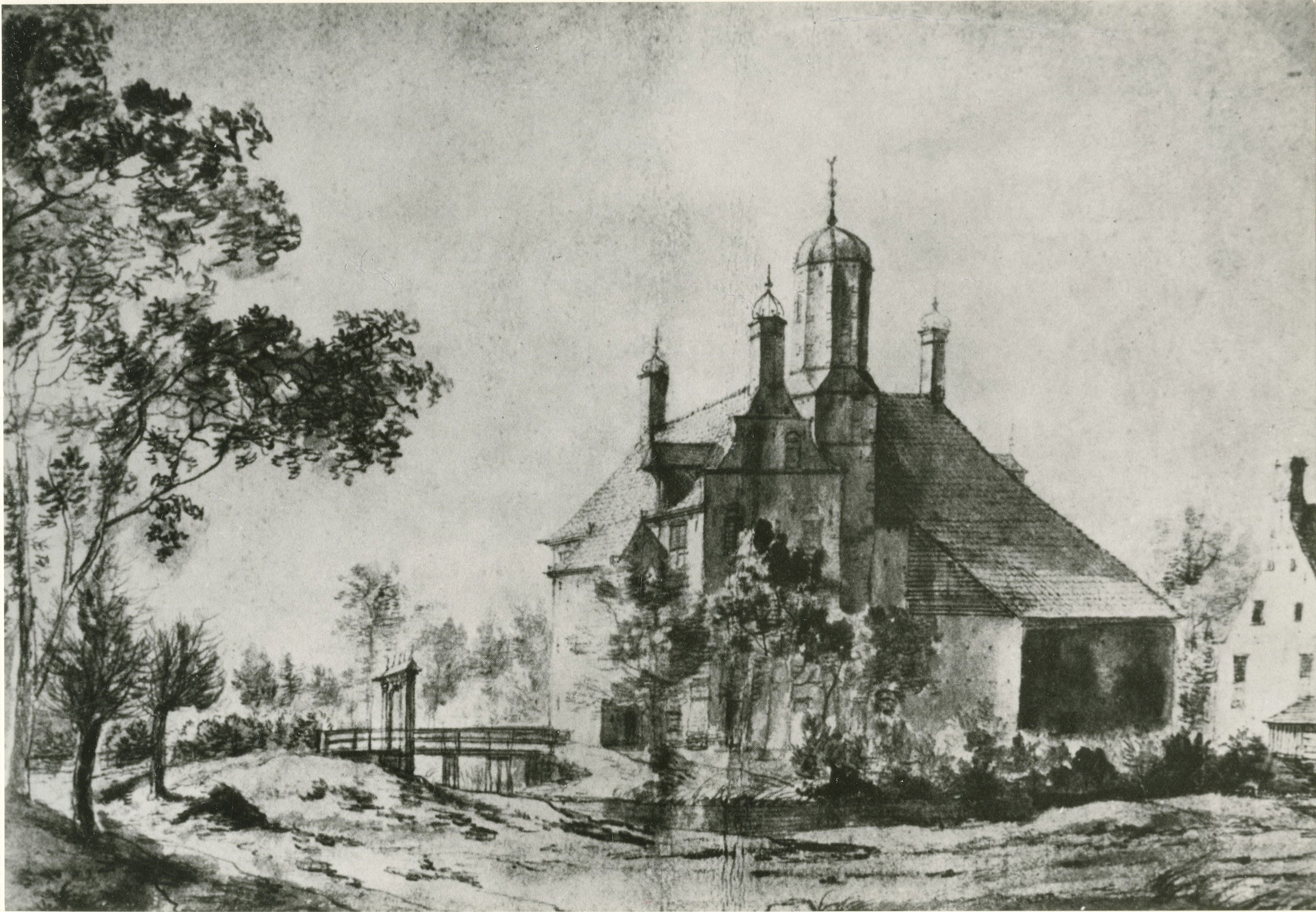
De Hanckemaborg rond 1660 door Van Beerstraten. Er bestaat twijfel over zowel de auteur als aan het feit of het werkelijk de Hanckemaborg betreft.

Nog in hetzelfde jaar overleed echter ook Menno zonder kinderen, zodat op 6 mei 1646 Tjaart de borg in handen kreeg. Zijn naam komt in combinatie met de borg voor tot 1650, waarna in 1652 Coppen tho Nansum als eigenaar wordt genoemd, die er ook slechts kort moet hebben gewoond want in 1653 wordt Herman de Sighers als eigenaar genoemd. Hij verwierf de borg door het jaar ervoor te trouwen met de weduwe van Tjaart, Anna Catharina Kijff. Na de dood van Herman in 1663 hertrouwde Anna Catharina op 31 januari 1667 voor een derde maal, ditmaal met de heer van de Blauwborg bij Obergum, Adolf van Holtzappel. Dit huwelijk was nog korter, want de bruidegom was reeds ziek op de bruiloft (die daardoor op Hanckema moest worden voltrokken) en overleed de dag erop. Op 15 november van dat jaar kocht Rembt ten Ham van het nabijgelegen Klinkema de Hanckemaborg en werd daarop op 1 december 1667 de vierde echtgenoot van Anna Catharina. Reeds in 1670 werd echter de borg gerechtelijk in de verkoop gezet, waarop Osebrand Jan Rengers van de Fraeylemaborg het kocht voor 33.000 gulden. Na twee jaar had hij de koopsom echter nog steeds niet voldaan en werd de borg opnieuw publiekelijk geveild. Opnieuw was Rengers de hoogste bieder en werd aangenomen als koper. In hetzelfde jaar werd de borg echter bezet door Münsterse troepen die het als centrum van hun plundertochten door het Westerkwartier gebruikten (zie Tweede Münsterse Oorlog) en het gebouw uitleefden. Aangezien Rengers een jaar later nog steeds niet met het geld over de brug was gekomen, werd de borg in 1675 voor een derde maal geveild en verkocht aan Derk Jacob Clant van Juckema bij Zeerijp, die het kocht voor de som van 25.500 gulden, om het een jaar later te gaan bewonen. Hij liet het huis opsieren met ornamenten en liet een toegangspoort met zandstenen omlijsting bouwen.
Uit deze periode dateren de eerste afbeeldingen van de borg, waarover enige onzekerheid bestaat. Een tekening van rond 1660 die aan Van Beerstraten wordt toegeschreven toont de Hanckemaborg met een torentje, hetgeen ook te zien is op de kaart van Theodorus Beckeringh uit 1781. Een tekening door Andries Schoemaker rond 1677 wordt beschouwd als een verwisseling van tekeningen met de Tammingaborg van Hornhuizen. Wanneer beiden worden omgewisseld lijkt het beeld weer te kloppen; de Hanckemaborg heeft ook daar een torentje. Het blijft echter de vraag of dit torentje tijdens Derk Jacob Clant is gebouwd.

### Clant en Bindervoet
Met Derk Jacob begon een periode van ruim honderd jaar van bewoning door het geslacht Clant, tijdens welke de borg haar grootste bloei doormaakte en haar uiteindelijke vorm kreeg: De borg kreeg aan buiten- en binnenzijde steeds meer verfraaiingen en kon door moderniseringen de tand des tijds doorstaan. In het huis werd een 'sterrenkamer' ingericht; een kamer met een blauw plafond met vergulde sterren en een fraaie eikenhouten schouw. Van de familie zijn graven, rouwborden en kerkbanken te zien in en rond de hervormde Kerk van Zuidhorn.
Na de dood van Derk Jacob was getrouwd met Margriet Josina Ripperda en overleed in 1700, waarop zijn zoon Maurits Clant de borg ging bewonen. Hij was getrouwd met Bouwina Clant en verkreeg bekendheid als tegenstander van de beruchte Rudolf de Mepsche, aan wiens arrestatiebevel hij echter wist te ontsnappen door naar Groningen te vluchten. Hij overleed in 1734 en werd opgevolgd door zijn zoon Edzard Jacob Clant, die getrouwd was met Swana Alegonda Gruys. Na zijn dood in 1750 werd de borg bewoond door Maurits Clant, die getrouwd was met Everdina Josina Lewe van Mattenes en overleed in 1804 zonder mannelijke nakomelingen na te laten. Wel had hij twee dochters, waarvan de oudste, Alegonda Swana Anna Sophia, in 1786 trouwde met Edzard Unico de Hertoghe van de borg Feringa bij Grootegast. Hij was echter zo'n alcoholist dat ze in 1799 haar huwelijk liet ontbinden. In 1814 hertrouwde ze met de 15 jaar jongere koopman Petrus van Hees uit Groningen, maar in 1821 liet ze ook dit huwelijk ontbinden, waarop ze in 1826 stierf in Groningen. 
De jongste dochter, Josina Edzardina Jacoba, liet zich schaken door officier Pieter Bindervoet uit Leiden, waarmee ze in 1794 trouwde in Haren. Haar vader nam haar dit bepaald niet in dank af en liet haar in zijn testament onterven zolang Bindervoet zou leven. Een jaar na zijn dood in 1804 kwamen Bindervoet en zijn dochter echter in Zuidhorn te wonen. In 1808 werd de borg publiekelijk te koop gezet na de dood van zijn vrouw Everdina Josina. Het jaar erop vond de boedelscheiding plaats waarbij de oudste dochter de borg kreeg. Deze droeg de borg echter tegen de wens van haar vader in direct daarop over aan Pieter Bindervoet. Deze liet daarop de borg restaureren en kortte de toren in. Mogelijk liet hij ook het gebouwtje op de hoek (vermoedelijk een theehuis) slopen, die op de tekening van Hermannus Numan uit 1825 is verdwenen. In 1822 overleed hij gevolgd door zijn vrouw in 1833, als laatste lid van het geslacht Clant, hetgeen ook vermeld staat op haar grafsteen op de begraafplaats bij Zuidhorn. Wel liet het echtpaar een zoon na genaamd Evert Barthold Bindervoet. Hij verkocht de Hanckemaborg in 1842 aan de latere burgemeester van Zuidhorn, Arnoldus Gelderman. 
In de 19e eeuw verviel de borg langzamerhand. Na het overlijden van Gelderman in 1867 werd de borg bij palmslag teruggekocht door Evert Bartholds jongste broer Maurits Clant Bindervoet. Deze bewoonde de borg als laatste met zijn gezin tot 1876. Een jaar later liet hij de borg op afbraak verkopen, waarop de borg hetzelfde jaar werd gesloopt. Veel stenen en ornamenten werden hergebruikt in villa's aan straat De Gast in Zuidhorn. De gevelsteen boven de ingang werd in 1881 geschonken aan het Rijksmuseum. Een van de schouwen werd geplaatst in de Taco Mesdagzaal van het Groninger Museum. Het schathuis bleef als enige behouden.

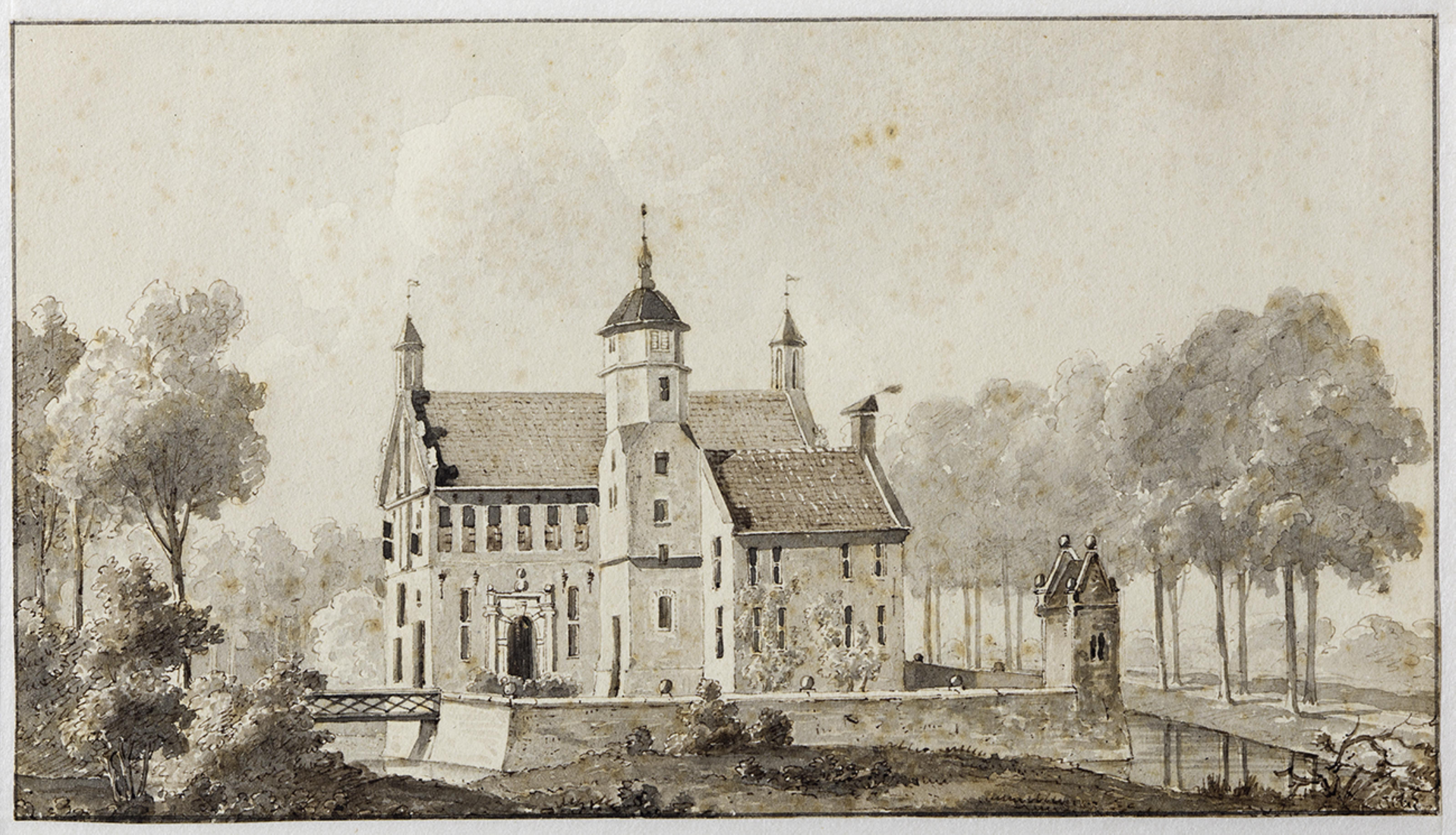
Hanckema te Zuidhorn (Hermanus Numan, rond 1800)
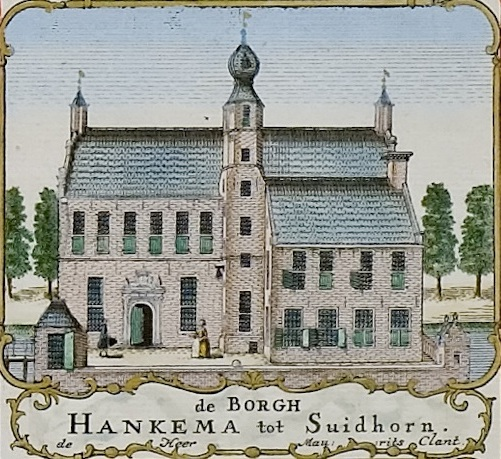
De borg op de kaart van Theodorus Beckeringh uit 1781
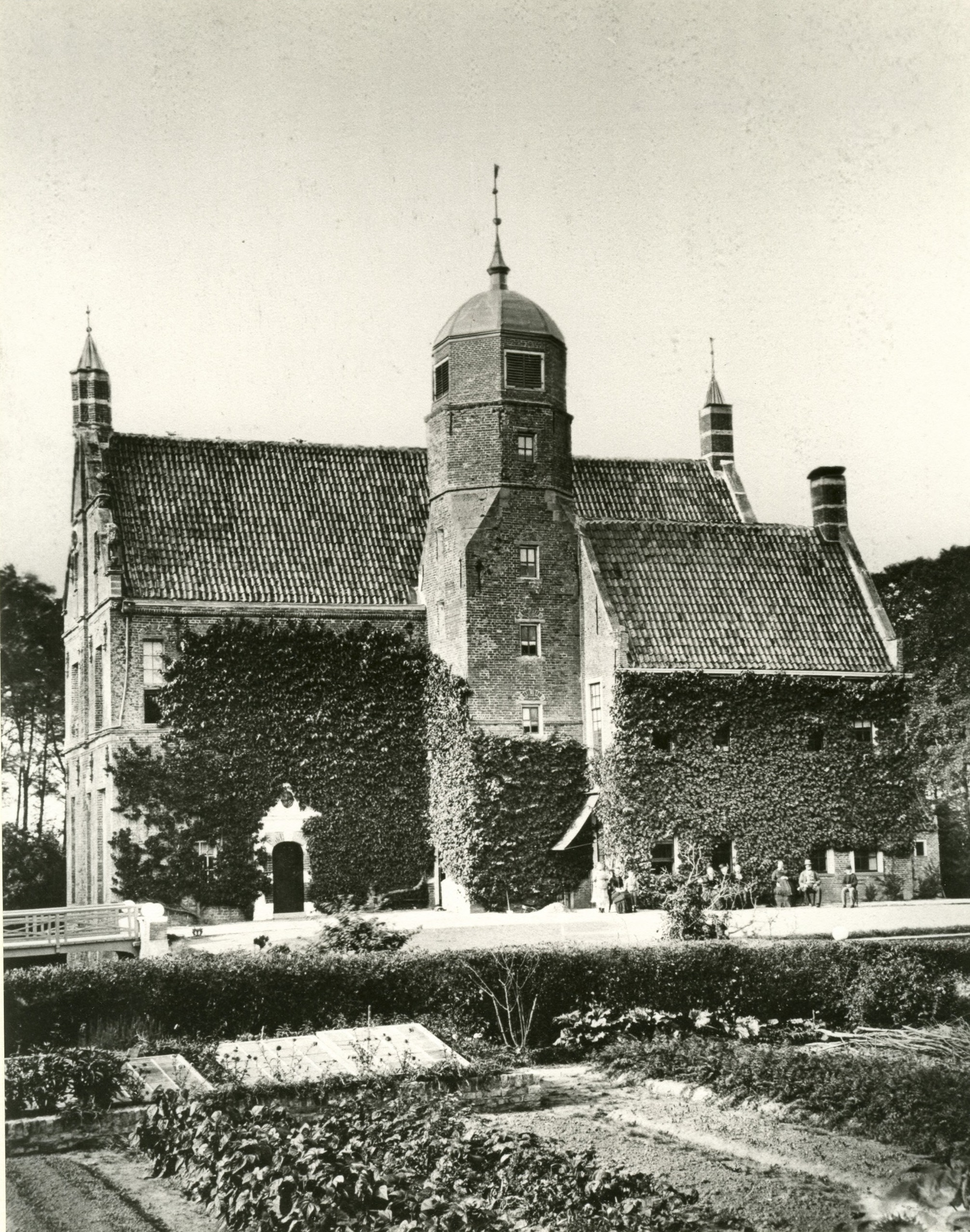
Zijaanzicht met moestuin rond 1877
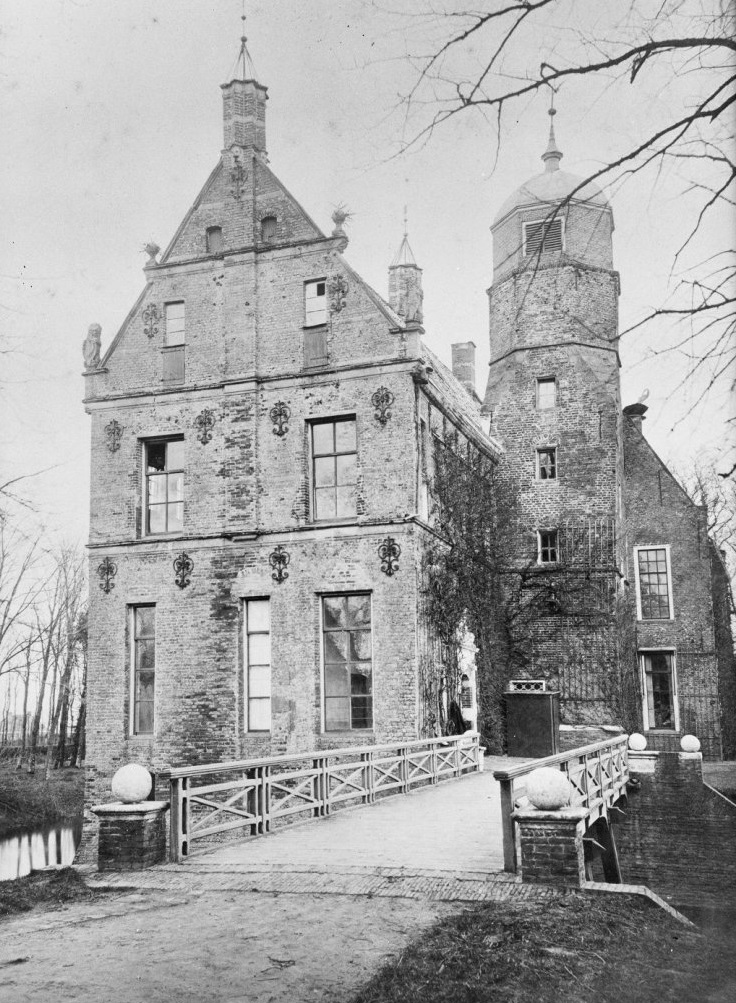
Loopbrug rond 1877
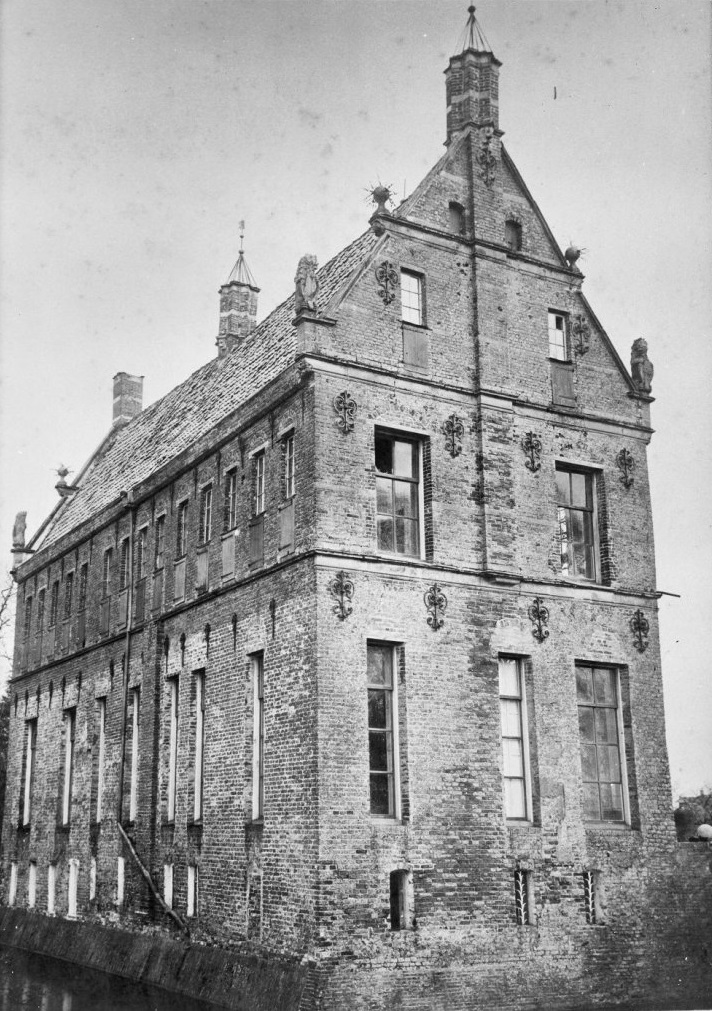
Voor- en andere zijaanzicht (Adolph Mulder, ca. 1877)

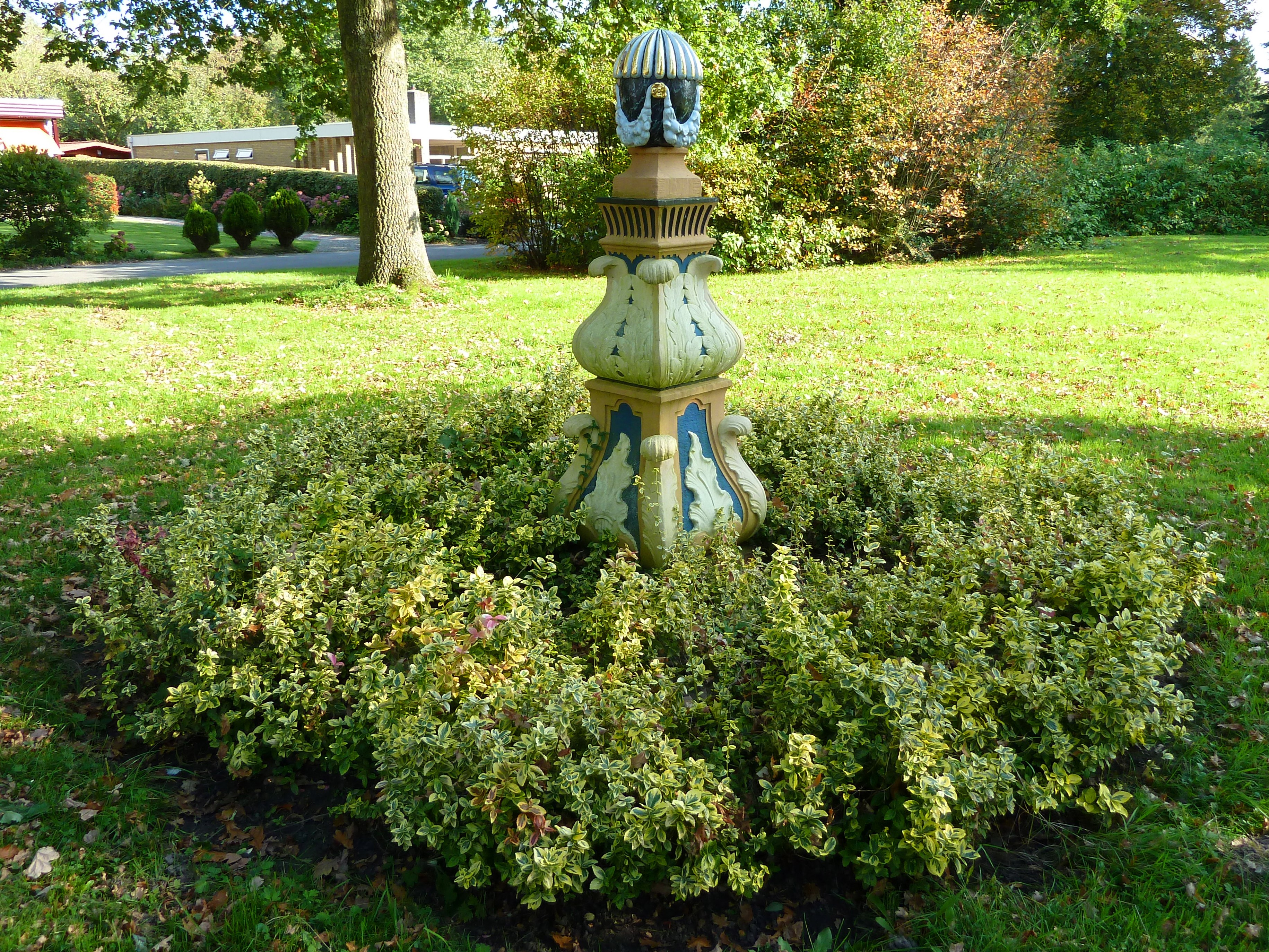
Het zandstenen ornament achter de contouren van de borg.

### Latere ontwikkelingen
De borgstee werd later bebouwd met huizen. Ook de bij de borg behorende kwekerij verdween. Dwars door de borg werd later de Hanckemalaan aangelegd. In 1965 werd het schathuis volledig herbouwd om het geschikt te maken voor bewoning, waarbij het gebouw werd uitgebreid. In 1986 vatte de Historische Kring Zuidhorn het plan om de contouren van de borg aan te geven in het dorp om de locatie weer zichtbaar te maken. Met behulp van kadastrale metingen, grondboringen (naar de gracht) en topografische foto's werd de plek bepaald. In 1993 werd het plan gerealiseerd door de hiervoor aangestelde 'Hanckemacommissie': De borg werd aangegeven met stenen muurtjes in de berm en geschilderde lijnen over de weg. De binnengracht werd aangegeven met buxushaagjes en eikenbomen. Ten zuiden van de borg staat een zandstenen ornament dat vroeger waarschijnlijk tot de borg behoorde evenals de stenen leeuw voor het schathuis. Sinds 2009 had de (thans opgeheven) gemeente Zuidhorn het terrein in onderhoud.
Allersmaborg · Asingaborg (Middelstum) · Asingaborg (Ulrum) · Asingaborg (Warffum) · Aylbada · Breedenborg · Cortinghuis · Dijkumborg · Dijksterhuis · Ennemaborg · Ewsum · Fraeylemaborg · Piloersemaborg · Hanckemaborg · Iwema-steenhuis · Huis te Lellens · Menkemaborg · Menthedaborg ·Nienoord · Nittersum · Onstaborg · Scheltkema-Nijenstein · Kasteel Selwerd · Takuma · Verhildersum · Walkuma · Wedderborg
1. ↑  De schouw werd later geschonken aan het Groninger Museum, samen met veel familieportretten.